# جلال‌آباد (مظفرنگر)
جلال‌آباد (به انگلیسی: Jalalabad) یک منطقهٔ مسکونی در هند است که در Shamli district واقع شده‌است. جلال‌آباد ۲۷٬۹۲۱ نفر جمعیت دارد و ۱۳۳ متر بالاتر از سطح دریا واقع شده‌است.